# Redux Riding Hood
Redux Riding Hood ist ein US-amerikanischer Zeichentrick-Kurzfilm von Steve Moore aus dem Jahr 1997.

## Handlung
Jahre sind vergangen, seit der böse Wolf von Rotkäppchen besiegt wurde: Ihr lautes Schreien rief den Jäger herbei, der auf den Wolf schoss. Zwar ist der Wolf sesshaft geworden, hat in Schaf Doris eine treue Ehefrau und arbeitet als Automechaniker, doch kann er die Schmach von damals nicht vergessen. Oft hat er Albträume, kann sich auf Arbeit nicht mehr konzentrieren und selbst Kreuzworträtsel nicht ausfüllen, ohne an Rotkäppchen zu denken. Seine Frau verzweifelt am Verhalten ihres Mannes und macht sich Vorwürfe, dass sie damals nicht Leonard Fox geheiratet hat, der inzwischen eine eigene Firma leitet.
Der Wolf hat eine Idee: Mehrere Tage baut er an einer Zeitreisemaschine, mit der er sein Versagen rückgängig machen will. Er landet mit der Maschine in der Vergangenheit und trifft dort auf sein damaliges Ich. Mit ihm versucht er Rotkäppchen zu besiegen. Beide sperren die Großmutter in ein Nebenzimmer und der Wolf legt sich verkleidet ins Bett, während sein Doppelgänger hinter der Tür warten und den Jäger beim Erscheinen niederschlagen soll. Der Plan geht auf, doch erscheint am Ende die Großmutter, die von den Wölfen in die Waffenkammer eingeschlossen wurde, und schießt auf die Wölfe, die nun zu zweit zu Doris zurückkehren. Beide Wölfe legen sich einen neuen Plan zurecht, doch schreit Rotkäppchen beim nächsten Mal so laut, dass Feueralarm ausgelöst wird und die drei Wölfe so besiegt werden. Immer wieder kehren die Wölfe mit einem neuen Wolf in die Gegenwart zurück, beraten sich und sind erfolglos. Bald ist das ganze Haus voller diskutierender Wölfe, die Doris mit Kaffee versorgen muss. Irgendwann hat sie genug und benutzt die Zeitreisemaschine selbst. Sie kehrt zu dem Moment zurück, an dem Leonard Fox ihr einen Heiratsantrag macht, und nimmt ihn diesmal an. Später sieht man sie mit Leonard am Haus der Wölfe vorbeifahren, die dort immer noch stehen und diskutieren, wie sie Rotkäppchen fangen könnten.

## Produktion
Redux Riding Hood entstand ab Herbst 1995 als Produktion für Walt Disney Television Animation. Geplant war der Film als erster Teil der Reihe Totally Twisted Fairy Tales, in der Märchen wie Hans und die Bohnenranke und Die drei kleinen Schweinchen aufgegriffen und bearbeitet werden sollten. Regisseur Steve Moore hatte dabei weitgehend freie künstlerische Hand, auch wenn seine Entscheidung für improvisierte Jazzmusik als Filmbegleitung sowie die Synchronisation des Schafes Doris durch Mia Farrow im Studio umstritten waren. Die reine Animationszeit des Films betrug rund fünf Monate. Der Film wurde 1997 auf einigen Filmfestivals gezeigt, jedoch weder im Fernsehen gezeigt, noch auf Video oder DVD veröffentlicht.

## Synchronisation
| Rolle             | Originalsprecher |
| ----------------- | ---------------- |
| Wolf              | Michael Richards |
| Doris, seine Frau | Mia Farrow       |
| Rotkäppchen       | Lacey Chabert    |
| Großmutter        | June Foray       |
| Wolfs Chef        | Don Rickles      |
| Leonard Fox       | Adam West        |
| Thompkins         | Jim Cummings     |
| Erzähler          | Garrison Keillor |

## Auszeichnungen
Redux Riding Hood wurde 1998 für einen Oscar in der Kategorie „Bester animierter Kurzfilm“ nominiert, konnte sich jedoch nicht gegen Geri’s Game durchsetzen. Er war zudem für einen Annie Award nominiert.